# Crast’ Agüzza
Der Crast’ Agüzza ([ˌkraʃtɐˈdʑytsɐ]ⓘ, rätoromanisch im Idiom Puter für scharfe Kante, früher auch Cresta güzza genannt) ist ein 3870 m ü. M. hoher Berg in der Berninagruppe an der italienisch-schweizerischen Grenze.
Die Erstbesteigung erfolgte am 17. Juli 1865 durch Johann Jakob Weilenmann, Josef Anton Specht und die beiden Bergführer Franz Pöll und Jakob Pfitschner von der Alp Misaun aus.